# 馬パラチフス
馬パラチフス（equine paratyphoid）とはSalmonella abortusequi感染を原因とする馬の感染症。家畜伝染病予防法において届出伝染病に指定されている。

## 原因
Salmonella abortusequiはグラム陰性通性嫌気性短桿菌。硫化水素非産生、クエン酸塩を利用しない。感染は汚染飼料からの経口感染、接触感染および垂直感染。

## 症状
子馬では関節炎や腱鞘炎を引き起こし、妊娠馬では妊娠6~10ヶ月において流産を引き起こす。流産後2~3日の発熱後、回復する。流産胎子は諸臓器の充出血、体表の混濁、不潔感がみられる。

## 診断
流産胎子の胃内容物、肺、流産馬の悪露、精液などから菌を分離する。血清診断は血清凝集反応を行う。

## 治療
クロラムフェニコール、ニューキノロン系抗菌剤を使用する。

## 予防
予防にはワクチンが用いられていたが、効果が不十分であるため、感染馬の隔離、汚染農場の清浄化、保菌馬の摘発が主な対策である。